# 夢工場ドキドキパニック
『夢工場ドキドキパニック』（ゆめこうじょうドキドキパニック）は、1987年7月10日にフジテレビから発売された、ファミリーコンピュータ ディスクシステム用のアクションゲームである。開発は任天堂が行った。

## 概要
1987年当時、フジテレビを始めとしたフジサンケイグループは博覧会に類似したイベント「コミュニケーションカーニバル 夢工場'87」を東京と大阪で同時開催し、これと関連した24時間番組『一億人のテレビ夢列島』（1987年）や各種広報番組の放送、バンド夢工場、アイドル夢工場のデビューなど様々なメディアミックス展開を繰り広げた。
本作もその一環のタイアップ商品として開発・発売された。ゲームの主人公にはイベントのキャラクター「イマジンファミリー」を採用し、当時ファミリーコンピュータの主要ユーザーであった子供達に対するイベント夢工場の周知を図った。ゲーム誌では『スーパーマリオブラザーズ』（1985年）開発スタッフによる新作ゲームとして紹介された。エンディングのスタッフクレジットでは宮本茂、手塚卓志、近藤浩治、田邊賢輔らのあだ名が掲載されている。
パッケージ版にはフジテレビと任天堂のタイアップを象徴する特典として、互いに手を組んだイマジンとマリオのイラストシールが封入された。さらにイマジン、リーナ、マリオ、ピーチ姫をデザインしたテレホンカードが当たる懸賞も実施された。
アメリカ合衆国やヨーロッパなど日本国外では、主人公をイマジンファミリーから『スーパーマリオブラザーズ』のキャラクターに変えて『SUPER MARIO BROS. 2』として販売された。さらに、この変更版は日本国内でも『スーパーマリオUSA』（1992年）の題名で市販された。
CMではコメディアンの東京コミックショウが出演した。メンバーのショパン猪狩が笛を吹くと、壺から蛇が出るはずが野菜が出てきてしまい、それを引っこ抜こうとするというゲームにちなんだコントを披露している。

## ゲーム内容

### システム
縦横スクロール方式のアクションゲーム。先の場面に進んでも画面のスクロールは固定されず、引き返すこともできる。縦スクロールは『ゼルダの伝説』（1986年）と同様の画面切り替えスクロールを採用している。ライフ制を採用し、敵または敵の攻撃、トゲや爆風に当たるとプレイヤーキャラクターのライフが減る。全てのライフがなくなるか穴に落ちるとミスとなり、残機が全てなくなるとゲームオーバーとなる。コンティニューによる再開地点は最後にクリアしたチャプターの最初のページからやり直しになり、クリアせずにワープして先に進んでもワープしたチャプターをクリアしていない場合は、ワープする前のチャプターからやり直さなければならない。また、このゲームには制限時間や得点の概念はない。
操作できるキャラクターにはイマジン、リーナ、パパ、ママの4人おり、それぞれジャンプ力や物を持ち上げる速さ、物を持っている時の動作など運動能力が異なる。この4人のいずれかを操作してボスキャラクターのマムーを倒し、さらわれた家族のピキとポキを助け出すことが目的。
敵やアイテムを持ち上げたり地面に埋まっている野菜を引き抜いて、それらを投げつける動作がこのゲームの特徴である。この動作で敵を退治しながら7チャプター全20ページを進んでいく。チャプターやページの表現はゲームの舞台が絵本の世界とされていることに由来し、他のゲームではワールドやエリア、ステージなどと呼ばれる区切りに相当する。1チャプター3ページ構成だが、絵本の最後の1ページが破られたストーリー設定から第7チャプターは2ページまでとなっている。
『スーパーマリオUSA』とは異なり、チャプター内でのキャラクターの変更はできず、進行状況はキャラクターごと別々になっている。3人目までのエンディングはイマジンが囚われた妖精を解放する時点で終了となり、4人全員でマムーを倒さなければ真のエンディングは見られない。その代わり磁気ディスク媒体を活用したセーブ機能が用意されており、電源を切った後も続きからゲームを再開することが可能である。コンティニューの回数に制限はない。

### アイテム
「スーパーマリオUSA」も参照
野菜
地中に埋まっている。種類はカブ・カボチャ・ニンジン・ダイコンで、表情が描かれている。敵に投げつけることでダメージを与えられる。同一ステージ内で4個野菜を引き抜くと、5個目は野菜にならず、ストップウォッチになる。この他にタマネギやトマト（他にもダイコン）はマムーとの決戦に登場する。
小さな野菜（はずれ野菜）
成長途中のため、野菜よりサイズは小さいが威力は同じ。ただし、何個引き抜いてもストップウォッチにはならない。ランプを出して現れた裏の世界の扉の先は、3回目以降はメダルは出現せず、小さな野菜ばかりが出てくる。軽いためか、このアイテムに限りイマジンたちも、パパと同じ速さで引き抜くことができる。
ストップウォッチ
数秒間敵の動きを止めることができる。ただし、止まっている敵にぶつかるとダメージを受ける。敵を放り投げてもバウンドせずに画面から消えてしまう。
ランプ
地面に投げると裏の世界への扉が現れる。裏の世界には8秒間しかいられず、8秒経過すると強制的に元の世界に戻され、扉もすぐ消えてしまう。裏の世界に入って8秒経過する前であっても、再び扉に入ることで元の世界に戻ることはできる。ただしその場合でも、扉はすぐ消えてしまう（例外として、流砂の中にランプを投げ込むとランプは扉に変化せず、そのままズブズブと沈んでいってしまう。沈み切る前に取り出すことはできる。また、ランプを投げた位置がダンジョンの出入口の扉に重なった場合は、裏の世界に行くことはできない）。壷の中でランプを投げても扉は現れない。裏の世界で野菜を引き抜くと全てメダルになるが、3回目以降は前述したようにメダルは現れずに小さな野菜しか出ない。『USA』では薬に差し替えられており、裏の世界のBGMも『スーパーマリオブラザーズ』のテーマソングに変わっている。
大きいハート
最大ライフ数を1つ増やすことができる。ただし効力はそのステージのみで、次のステージに進んだりゲームオーバーになったりすると最大ライフ数が2に戻る。裏の世界で入手できる。『USA』ではライフUPキノコに差し替えられている。
メダル
ステージクリア後のスロットにチャレンジできる。裏の世界で野菜を引き抜くと入手できる。ただし、手に入れられるチャンスは1ステージにつき2回まで。3回目以降は裏の世界に入っても小さな野菜しか現れなくなる。当然、野菜があるところで裏の世界に行かないと取れない。
ハート
ライフを1つ回復できる。敵を8匹倒すと画面下から現れる。ライフが満タンのときに取っても最大ライフ数が増えることはない。
チェリー
5つ集めるとスターが出現する。裏の世界でも入手でき、スターを早くから出すテクニックに使える。例えばチェリーのある地点に程近い所にランプを投げて扉を出し、裏の世界へ行くと、裏の世界でチェリーを入手でき、さらに元の世界へ戻るとチェリーは復活しており再び入手できる。ただし、裏の世界で5つめのチェリーを取ると、スターが裏の世界に現れてしまう。さらに、地形の関係上などから、取れないまま制限時間が過ぎて元の世界に戻されてしまうと、スターはいなくなっており、取り損ねたことになる。無計画にチェリーを取っていると、これによる損をしてしまうケースも少なくない。
スター
チェリーを5つ集めると、画面下からジグザグにゆっくりと移動しながら現れる。数秒間無敵状態になり、体当たり攻撃ができる。『USA』では、無敵時のBGMが『スーパーマリオブラザーズ』と同じものに変わっている。
爆弾
引き抜くと数秒後に爆発する。爆風により敵にダメージを与えられるほか、一部の壁を壊すことができる。持ったままかすぐ近くにある状態で爆発すると、自分も爆風を受けて巻き添えになりダメージを受けてしまう。ボスキャラクターが投げつけることもある。
マスク
イベント「コミュニケーションカーニバル 夢工場'87」にも登場したアイテム。何度投げつけても消えないので何回でも敵にダメージを与えられるほか、敵の火の玉攻撃を防御することができ、さらに積み上げることで足場を作ることもできる、まさに万能アイテム。特に緑のキャサリンのように火の玉しか吐かないボスを倒すときは欠かせない。ステージによってマスクの柄が多少異なっているが、性質は全く同じ。本作では、マスクが地形にめり込むバグも見られる。
『USA』ではキノコブロックに差し替えられている。
ビッグフェイス
黒い顔をした物体。投げると地面を滑っていく。敵キャラクターの列にビッグフェイスを投げ込んで一掃することができるほか、上に乗ることもできる。障害物に当たると消える。
『USA』では甲羅に差し替えられている。
カギ
カギのかかった扉を開くために必要。持っているとカメーンが追いかけてくるが、手を放す（置く）と逃げていく。キャサリンが持っていることもある。持ち歩く速度はどのキャラクターも変わらない。
空飛ぶじゅうたん
ドドリゲスから奪い取ることにより縦横無尽で空を飛ぶことができるが、一定時間経つと消滅する。
顔
残り人数を1人増やすことができる。引き抜いた時点で効果を発揮し、消える。『USA』では1UPキノコに差し替えられている。
POWブロック
任天堂の『マリオブラザーズ』から登場するアイテム。地面に投げつけると画面内の敵を一掃できる。ただし、空を飛んでいる敵には効かない。多くのアイテムのように地中には埋まっておらず、床に直接置かれている（ただし、壺の中では、地中に埋まっている例外もある）。
ロケット
一見野菜だが、地面から引き抜くと姿を現し、強制的に次のエリアへ移動となる。CHAPTER 7ではPOWを投げつけたあとに引き抜くと速度が速くなる。
水晶玉
ステージの終わりにあるマスクゲートを開くために必要。キャサリンが持っていることが多く、その場合は倒すと入手できる。普通に置かれているステージもある。

### トラップ
トゲ
触れるとダメージを受ける。
流砂
プレイヤー等を引きずり込む。そのまま放っておくとミスになってしまう。遅いものと速いものがある。
氷
滑るので操作に細心の注意が必要。これは敵も同様。
潮吹き
クジラのいるステージで出現。横から触るとダメージを受けるが、上に乗ると安全（しぶきは一定時間が経つと消滅し、また噴出する）。
ハシゴ・ツル・鎖
上下の画面に移動できるが、裏の世界や降りる途中で踏み外すとミスになる。
壺
入れる壺もあるが、敵が出現する壺もある。
ベルトコンベアー
流れに沿って進むと速く歩いたり、逆らうと歩みが遅くなる。敵も同様。

### スロット
スロットは、そのページで集めたメダルの数だけ挑戦できる。絵柄は、チェリー、そのチャプターの野菜ならびに小さな野菜、そしてムーチョ（赤）である（ムーチョ（赤）はゲームでは出番がきわめて少ない）。実際のスロットマシンと同じようにチェリーが左側に1つ出現すれば人数が1人アップ、以降は2人、5人アップになる。その他の絵柄が3つ揃えば1人アップになる。本作では緑一色のシンプルな画面だが、『スーパーマリオUSA』では若干ゴージャスな背景になる。

## ストーリー
夢宇界の物語
夢宇界（ムウかい）はムウと呼ばれる住人たちの見る夢によって天気が決まる不思議な夢の国。ムウたちはよい夢を生み出す「ドリームマシン」を作り、平和に楽しく暮らしていた。しかしある日、怪物マムーがドリームマシンにいたずらをし、モンスターを作る機械に変えてしまう。ムウたちはたくさんのモンスターに困惑するが、ある物を使いマムーを退治する。それはマムーが大嫌いな野菜だった。
さらわれたピキとポキ
双子のピキとポキはサルのルーサから夢宇界の物語が書かれた古い絵本をもらった。しかし2人は絵本の取り合いを始め、マムー退治の場面を描いた最終ページを破り取ってしまう。その瞬間絵本からマムーの手が伸び、2人を絵本の中へ引き込んだ。異変に気付いた家族のイマジン、リーナ、パパ、ママも絵本の中に吸い込まれてしまう。こうして一家の冒険が始まった。

## 登場キャラクター
中ボスには後のマリオシリーズにも登場するキャサリンがいる。このほかヘイホーやサンボなど敵キャラクターの中にはマリオシリーズに吸収された者も多い。

### プレイヤーキャラクター
イマジン
頭にターバンを巻いた元気な少年。リーナのボーイフレンド、ピキ・ポキの兄（つまりイマジン家の第一子の長男）。家族の中でも中心となる人物。
家族の中ではジャンプ力が1番高く、力は2番目に強い。物を持っていると移動能力は低下する。操作に癖のない平均的な能力の持ち主。特殊能力は持っていない。
『マリオUSA』ではマリオに相当する。パッケージイラストではマリオと同じことをしているが、手には野菜ではなく仮面を持っている。
リーナ
イマジンのガールフレンドであり、ベールの付いたピンク色の帽子をかぶっている。ジャンプ力の高さは3番目。力は弱く物を持ち上げる速度は最も遅く、物を持った状態だと移動能力はさらに低下する。ジャンプ中ボタンを押し続けるとしばらく宙に浮く「空中歩行」ができる。
『マリオUSA』ではピーチ姫に相当する。パッケージイラストではキノピオと同じことをしている。
ママ（イマジンのママ）
イマジン、ピキ・ポキの母親。背はすらりと高く、占い師や手品師のようなフード付きのマントを身に付けている。
ジャンプ力はイマジンと同等で、力は3番目。スロージャンプが可能なため横方向への飛距離が長いが、動作が鈍くなる癖がある。物を持った状態だと移動能力は低下する。
『マリオUSA』ではルイージに相当する。パッケージイラストではピーチ姫と同じことをしている。
パパ（イマジンのパパ）
イマジンとピキ・ポキの父親。小太りで鼻の下にヒゲを蓄えており、イマジンと同じように頭にはターバンを巻いている。
ジャンプ力は家族の中で一番低いが、最も力があり、素早く物を持ち上げることができる。さらに物を持っていても移動速度やジャンプの操作感は変わらない。
『マリオUSA』ではキノピオに相当する。パッケージイラストではルイージと同じことをしている。
能力
| 能力           | 1番高い        | 2番目に高い | 3番目に高い | 1番低い | 備考       |
| -------------- | -------------- | ----------- | ----------- | ------- | ---------- |
| ジャンプの高さ | イマジン＆ママ |             | リーナ      | パパ    | [ 注釈 2 ] |
| 力の強さ       | パパ           | イマジン    | ママ        | リーナ  |            |

### 上記以外のイマジンファミリー
ピキ・ポキ
イマジン家で一番年下の双子。背中に天使のような羽根を生やしている。サルのルーサからもらった夢宇界の物語が描かれた古い絵本を夢中になって読んでいる途中で、絵本の取り合いを始めてしまい、マムー退治の場面を描いた最終ページを破り取ってしまう。そのせいで、2人とも絵本の中の怪物マムーにさらわれてしまい「夢工場」に捕らえられる。
ルーサ
イマジン家のペットのサル。チョッキとプロペラのような飾りのついた帽子を身につけている。イマジン一家は絵本に吸い込まれてしまうが、ルーサは吸い込まれずに難を逃れた。

### 敵キャラクター
ヘイホー
本作を代表するザコキャラクター。様々な色の頭巾の装いをし、白い仮面をつけ、地面を歩くだけの最も弱い敵。服の色によっては物にぶつかるまで一直線に歩く者、崖で折り返す者もいる。亜種に羽根を付け空を飛ぶトンダリヤ、鉄仮面の口から弾を吐き出すムーチョがいる。
後のマリオシリーズでは定番キャラクターとなり、竹馬に乗る、プロペラを付けて飛ぶ、パチンコで攻撃するなど様々な姿で登場した。
キャサリン
筒状の大きな口とそこから吐き出される卵や炎による攻撃、頭に付けたリボンが特徴の恐竜。キャサリンの多くは各ページの終盤で小ボスとして登場し、次のページや中ボスの部屋へ進むために必要なアイテムの水晶玉を守っている。
ヘイホーと同じく、後のマリオシリーズでは定番キャラクターとなり、主にスポーツゲームのプレイアブルとして登場している。
マムー
本作のラストボス。カエルに似た緑色の大きな怪物。ドリームマシンのある夢工場で多くのモンスターを作り出し魔夢族（マムーぞく）を組織、その親玉として君臨する。苦手な物は野菜全般。
1993年発売の『ゼルダの伝説 夢をみる島』へゲスト出演した。この中では敵ではなく、ゲームクリア上必要不可欠となるオカリナのメロディを教えてくれるのだが、その際、法外な金を要求してくる。

## スタッフ
- エグゼクティブ・プロデューサー：山内溥
- プロデューサー：MIYAHON（宮本茂）
- ディレクター：CHAPPY（田邊賢輔）
- アシスタント・ディレクター：HIDE Q（紺野秀樹）
- キャラクター・デザイン：SUGIYAN（杉山直）、フジテレビジョン
- タイトル・デザイン：ISSHIN（清水一伸）
- コース・デザイン：TANABE（田邊賢輔）、YAMAHEN（山村康久）、KONNO（紺野秀樹）
- サウンド・コンポーザー：KONCHAN（近藤浩治）
- プログラマー：NAKAZOU（中郷俊彦）、TAHYAN（竹谷康範）、IWACHAN（岩脇敏夫）、M☺RIKAZU（森田和明）、TOMICHAN、SHIGECHAN（笠松栄弘）、N.AKIIRA、MARUMARU（西山達夫）
- メドラー：TEN TEN（手塚卓志）、OTABE（小田部羊一）、MAKO（サムタイム マコ）、BENKEI（弁慶食堂）

## 評価
- ゲーム誌『ファミコン通信』の「クロスレビュー」では、6・9・9・7の合計31点（満40点）でシルバー殿堂入りを獲得[5][6]、レビュアーの意見としては「なんでもかんでも引っこ抜いちゃうってのは、すごい快感」などと評されている[5]。

- ゲーム誌『ファミリーコンピュータMagazine』の読者投票による「ゲーム通信簿」での評価は以下の通りとなっており、19.92点（満25点）となっている[3]。

| 項目 | キャラクタ | 音楽 | 操作性 | 熱中度 | お買得度 | オリジナリティ | 総合  |
| 得点 | 4.23       | 3.87 | 3.97   | 4.07   | -        | 3.78           | 19.92 |
- ゲーム誌『ユーゲー』では、「この手のタイアップゲームなんて大概ひどいものと相場が決まっているが、『ドキドキパニック』のデキは秀逸」、「野菜や敵を持ち上げて投げつけるアクションが目新しかったうえ、4人のキャラはそれぞれジャンプ力やパワーが異なるため、ステージ攻略の方法が違ってくるというのも新鮮だった」と評している[4]。